# 上海市军天湖监狱
30°53′51″N 118°37′07″E / 30.897522°N 118.618683°E

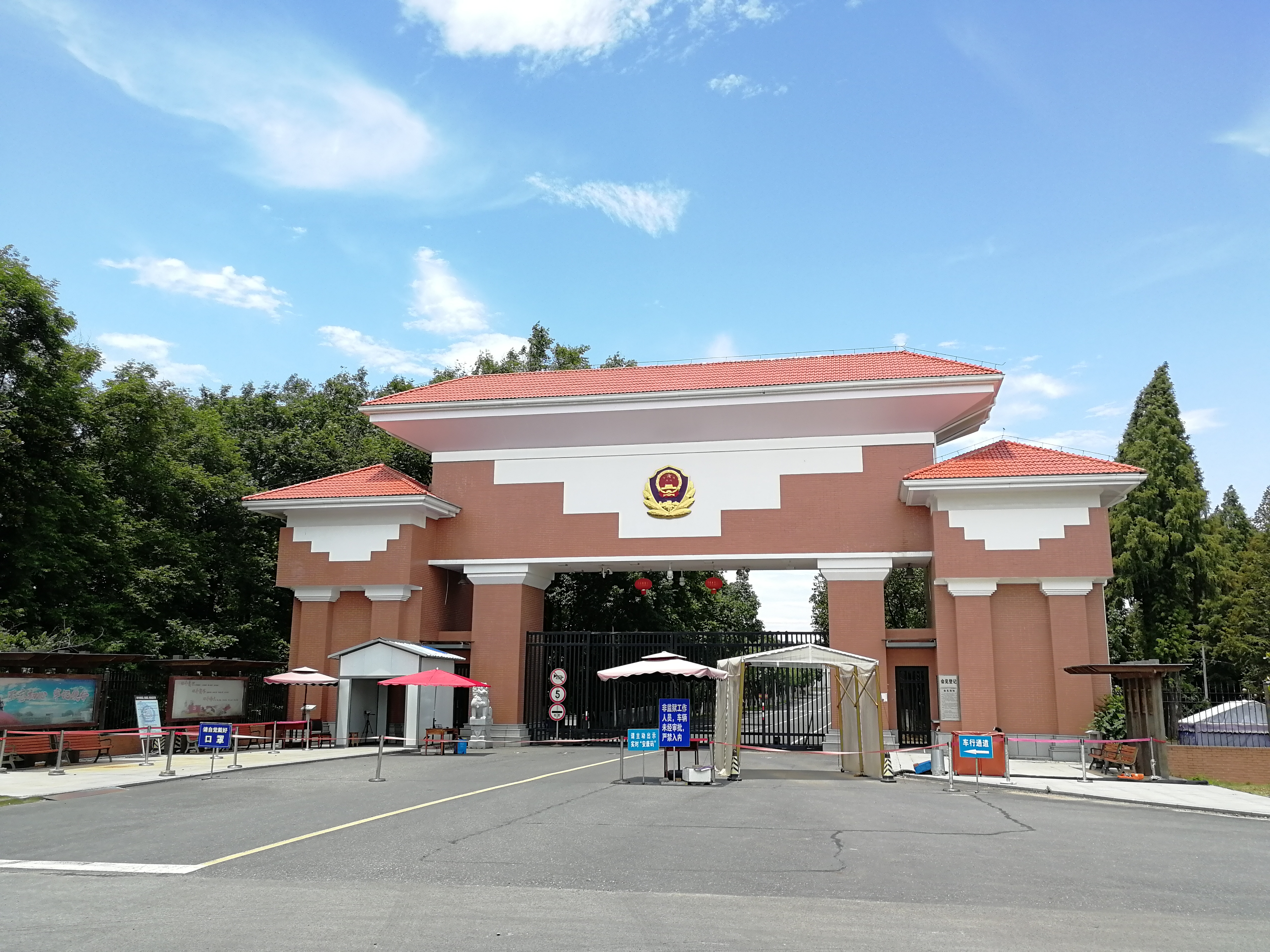
军天湖监狱大门

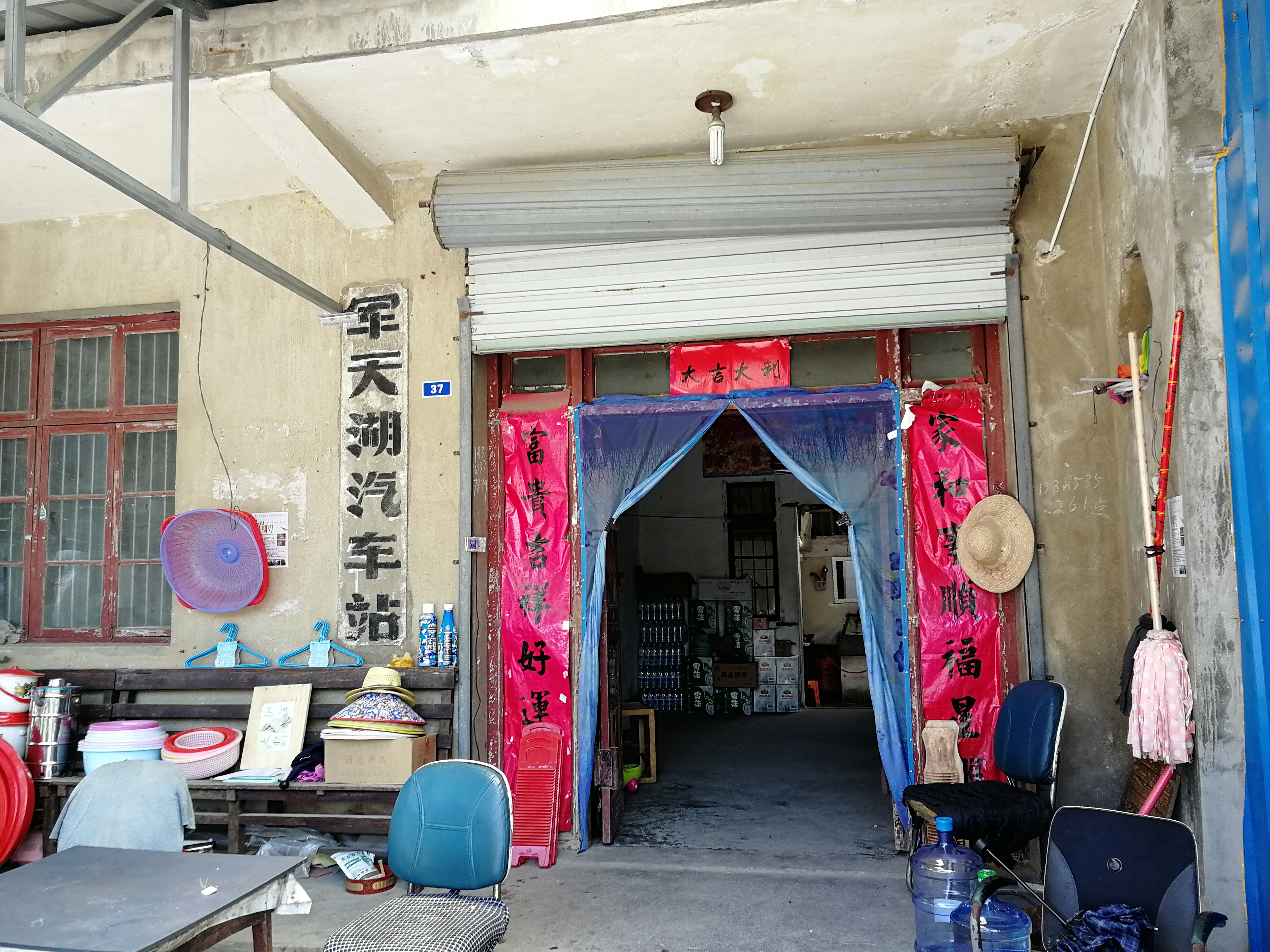
兼有小卖部功能的军天湖汽车站，每天有一班车往返上海市区

上海市军天湖监狱是中華人民共和國上海市管轄的一座監獄，位於安徽省宣城市宣州區，距离上海约318公里。面積14平方公里，和毗邻的宁国市属天湖街道形成宣州区内的飞地。

## 歷史
军天湖监狱成立於1958年，最初名為上海市地方国营闽北农场，地址位於福建将乐、泰宁县境内。1962年6月，搬遷至安徽宣城市。1974年2月开始收押罪犯，更名为上海市军天湖农场。1995年，又更名为上海市军天湖监狱。2018年4月，軍天湖農場與軍天湖監獄剝離，上海市監獄管理局將軍天湖農場移交給光明集团。同年上海市军天湖学校劃歸寶山區教育局。